# الوظيفة (فلم)
الوظيفة (بالإنجليزية: The Job)؛ هو فيلم كوميدي درامي قاتم مستقل، كتبه وأخرجه شيم بيترمان استنادًا إلى مسرحيته عام 1998م. عرض الفيلم العالمي لأول مرة في 26 سبتمبر 2009 في مهرجان سان دييغو السينمائي حيث فاز الكاتب شيم بيترمان بجائزة أفضل سيناريو .

## الحبكة
رجل سيئ الحظ، يُدعى بوبا -الذي يأس من العثور على وظيفة والزواج من حبيبته- يتم توصيله بوكيل توظيف ذكي بواسطة شخص متهور. فقط بعد الموافقة على الوظيفة (عقد قتل، لا أقل)، يجد بوبا نفسه في ورطة.

## طاقم التمثيل
- باتريك فلوجر في دور بوبا [1]
- تارين مانينغ في دور الفرح [1]
- رون بيرلمان مثل جيم [1]
- جو بانتوليانو في دور بيريمان [1]
- كاتي لويز في دور كوني

## إنتاج
بدأ التصوير في 6 مايو 2008 في ديترويت ،  وانتهى في يوليو 2008.

## الإصدار
بعد إصدار محدود للغاية ، تم إصدار الفيلم على قرص DVD في 27 يوليو 2010.

## روابط خارجية
- The Job  في قاعدة بيانات الأفلام على الإنترنت (بالإنجليزية)
- الوظيفة (فلم) في روتن توميتوز.
- الموقع الرسمي